# 24289 Anthonypalma
24289 Anthonypalma là một tiểu hành tinh vành đai chính với chu kỳ quỹ đạo là 1394.0526924 ngày (3.82 năm).
Nó được phát hiện ngày 12 tháng 12 năm 1999.